# Bonne soirée
Bonne soirée è l'ottavo album in studio del cantautore italiano Pino Daniele, pubblicato il 15 maggio 1987 dalla EMI Italiana.

## Tracce
Testi e musiche di Pino Daniele.
Lato A
1. Bonne soirée – 4:18
2. Vita mia – 4:28
3. Guardami in face – 3:49
4. Baccalà – 3:01
5. Nu poco 'e sentimento – 3:32

Lato B
1. Boys in the Night – 4:34
2. Mama e! – 3:55
3. Aria – 4:00
4. Scrack – 5:02
5. Occhi grigi – 3:02

## Formazione
- Pino Daniele – voce, chitarra
- Bruno Illiano – pianoforte, tastiera
- Pino Palladino – basso
- Jerry Marotta – batteria
- Mino Cinelu – percussioni
- Mel Collins – sax
- Larry Nocella – sax (in Boys in the Night)

## Classifiche

### Classifiche settimanali
| Classifica (1987) | Posizione massima |
| ----------------- | ----------------- |
| Italia            | 8                 |

### Classifiche di fine anno
| Classifica (1987) | Posizione |
| ----------------- | --------- |
| Italia            | 39        |